# Filippo Spatafora
Filippo Spatafora (Roma, 27 maggio 1830 – Albano Laziale, 2 settembre 1913) è stato un patriota e politico italiano.

## Biografia
Filippo Spatafora nasce a Roma il 27 maggio 1830 da famiglia di origine siciliana (il cognome originale era Spadafora, solo successivamente trasformato dallo stesso in Spatafora). Studiò nell'Ospizio apostolico di San Michele, imparando a lavorare pietre dure e cammei; successivamente frequentò i corsi dell'Accademia di belle arti a Ripetta.

## Attività patriottica
Partecipò attivamente ai moti del 1848, aderendo successivamente all'Associazione nazionale di ispirazione mazziniana, entrando in contatto con Augusto Gulmanelli e Achille Accarisi.
Nel 1853, deluso dal settarismo dei patrioti romani, lasciò Roma; sembra che abbia preso parte alla guerra di Crimea, sia stato a Costantinopoli, ove incontrò Adriano Lemmi e Giacinto Bruzzesi; da qui, nel 1857, partì per Milano, portando un messaggio dei repubblicani italiani residenti in Turchia per Mazzini.
Da Milano passò a Ginevra, ove entrò in contatto con la locale Società di mutuo soccorso, ed in particolare con i repubblicani di Ferdinando Zamperini.
Nel 1859 rientrò in Italia, partecipando alla seconda guerra d'indipendenza italiana con i Cacciatori delle Alpi e, l'anno dopo, alla spedizione dei Mille nell'Italia meridionale. Negli anni successivi risiedette a Napoli e Salerno, collaborando col gruppo repubblicano de Il Popolo d'Italia, che agiva in stretto contatto con i centri di Firenze e Genova. Furono i dirigenti di questi centri che decisero di utilizzare il romano Filippo Spatafora per costruire a Roma organizzazioni democratiche, in contrapposizione al monarchico Comitato nazionale, già operante; così egli, nel settembre 1862, rientrò nella sua città natale.

### Attività politica
Qui riuscì a dar vita al Comitato d'azione, che diresse insieme a Giuseppe Pastorelli e, successivamente, con Giuseppe Petroni. Nel 1865, a seguito del deterioramento dei rapporti tra i democratici romani e italiani, uscì dall'organizzazione. L'anno seguente si allontanò dallo Stato pontificio, partecipando tra i volontari garibaldini alla terza guerra d'indipendenza italiana; dopo il congedo fu a Milano, ove cercò inutilmente di incontrare Mazzini, quindi a Roma e di nuovo a Napoli.
Negli anni successivi si mosse molto tra queste due città, mantenendo a Roma contatti con alcuni democratici; collaborò ancora con Il Popolo d'Italia e anche con L'unità italiana di Milano; a Roma da tempo collaborava con il giornale clandestino Roma o morte. Per alcuni articoli pubblicati su detti giornali nel 1867 fu incarcerato per alcuni mesi a Roma. Liberato dal carcere, rimase ai margini del tentativo insurrezionale del 22 ottobre 1867. Alla presa di Roma si impegnò per la scarcerazione dei detenuti politici, tra i quali Giuseppe Petroni e Luigi Castellazzo, e in quella occasione sottrasse il registro dei detenuti; proseguì inoltre l'attività giornalistica, fondando con Federico Napoli, Pietro Cossa, Pietro Calvi, Aldobrando Sopranzi, Giorgio Asproni e Giuseppe Pastorelli Il Democratico.

### Ultimi anni
Gli anni seguenti Porta Pia videro però il suo progressivo allontanamento dalla politica attiva; fece l'albergatore e, successivamente, lavorò per il Comune di Roma. Intorno al 1900, per contribuire alla memoria della vita politica a Roma negli ultimi anni del governo papalino, cominciò a scrivere le sue memorie, utilizzando una gran mole di documentazione.
Ad esse lavorò fino alla morte, avvenuta il 2 settembre 1913 ad Albano Laziale.